# Antonio Serravalle
Antonio Serravalle (Toronto, 18 september 2002) is een Canadees autocoureur.

## Carrière
Serravalle maakte zijn autosportdebuut in het karting in 2010. Hij werd nationaal kampioen in de Rotax Micro Max-klasse in 2011, in de Rotax Mini Max-klasse in 2013 en in de Open Shifter-klasse in 2017. In 2018 maakte hij de overstap naar het formuleracing, waarin hij uitkwam in het Pro Mazda Championship voor Exclusive Autosport. Zijn beste klassering was een achtste plaats op de Lucas Oil Raceway, maar hij miste de laatste vijf races van het seizoen. Met 92 punten werd hij dertiende in het kampioenschap.
In 2019 bleef Serravalle actief in de Pro Mazda, dat inmiddels de naam had veranderd naar het Indy Pro 2000 Championship. Hierin kwam hij uit voor Pserra Racing. Twee vierde plaatsen op het Stratencircuit Toronto en de Portland International Raceway waren zijn beste klasseringen, maar hij miste de race op de World Wide Technology Raceway at Gateway. Met 188 punten werd hij ditmaal tiende in het klassement. Tevens kwam hij uit in het Amerikaanse Formule 3-kampioenschap tijdens het raceweekend op Road America voor het team Velocity Racing Developments. In de eerste race eindigde hij als zesde, maar de tweede race wist hij niet uit te rijden.
In 2020 zou Serravalle oorspronkelijk deelnemen aan de Indy Lights bij het team HMD Motorsports, maar het seizoen werd afgelast vanwege de coronapandemie. Wel reed hij dat jaar in de seizoensopener van de Amerikaanse Formule 3, inmiddels omgedoopt tot het Formula Regional Americas Championship, waarin hij voor Jay Howard Driver Development op de Mid-Ohio Sports Car Course reed. Hij werd tiende en zestiende in de races en scoorde daarmee een punt.
In 2021 maakt Serravalle alsnog zijn Indy Lights-debuut bij het team Pserra Racing.